# Leuchtturm Balje
Der Leuchtturm Balje ist ein ehemaliges Leit- und Quermarkenfeuer am niedersächsischen Ufer der Niederelbe.

## Geschichte
Die Eröffnung des Nord-Ostsee-Kanals erforderte Anfang der 1900er den Bau zusätzlicher Leuchtfeuer im Bereich der Unterelbe. In diesem Zusammenhang wurde 1903 auch der Leuchtturm Balje errichtet. Er steht in der verlängerten Achse der Brunsbütteler Schleuse und ging am 1. Februar 1904 als Leit- und Quermarkenfeuer in Betrieb.
Das bemannte Leuchtfeuer wurde zunächst mit Petroleum betrieben und 1927 auf Flüssiggas umgestellt. Die Elektrifizierung erfolgte 1962, gleichzeitig wurden die Leuchtfeuerwärter abgezogen und die Fernüberwachung eingerichtet. Im Dezember 1974 erklärte der Regierungsbezirk Stade die Landschaft um den Turm zum Naturschutzgebiet „Außendeich Nordkehdingen I“.

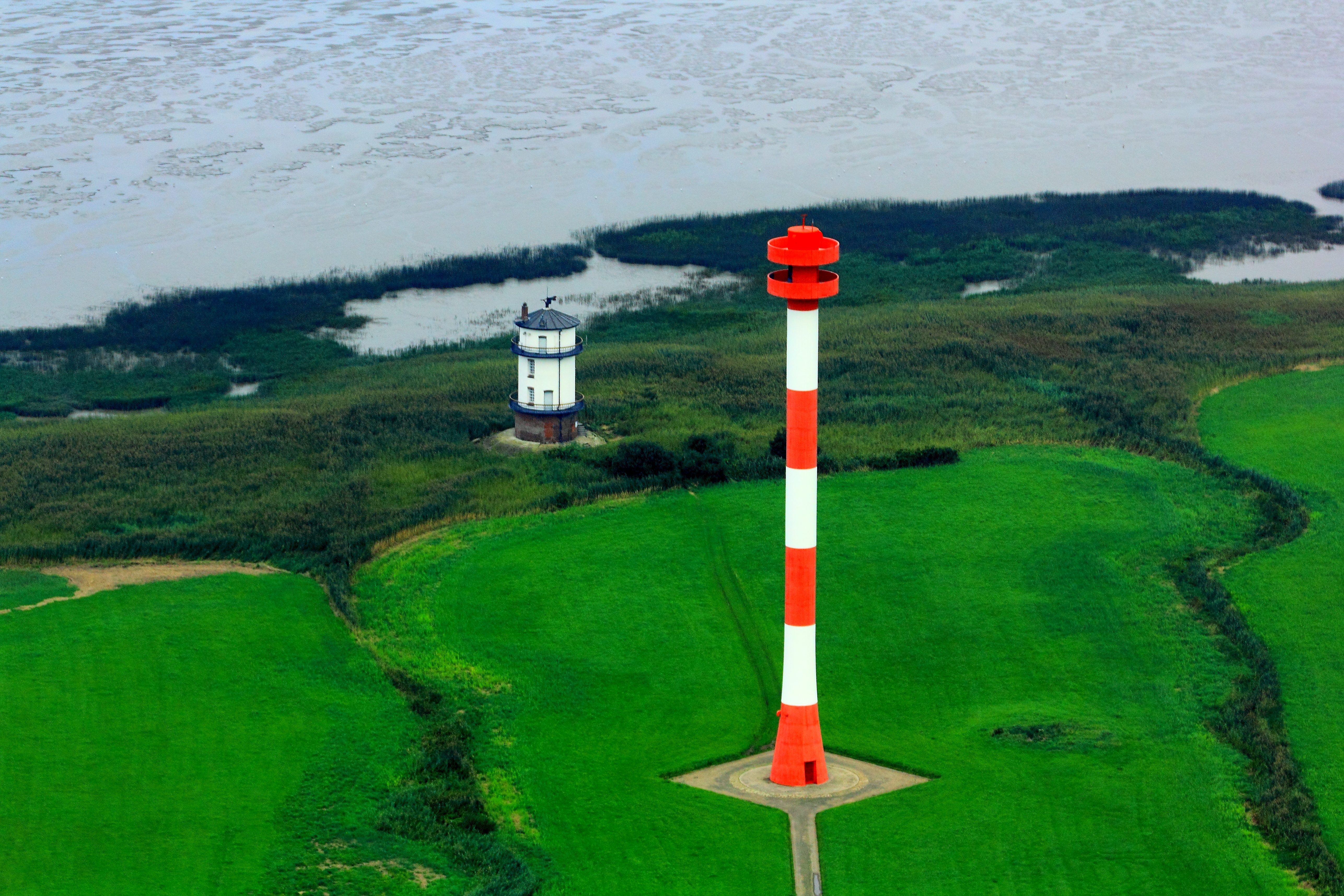
Das neue Oberfeuer und der alte Leuchtturm

Nach der Inbetriebnahme der neuen Richtfeuerlinie Balje wurde das alte Leuchtfeuer am 15. Dezember 1980 gelöscht. Das Bauwerk wurde danach vom Landkreis Stade erworben und unter Denkmalschutz gestellt. Die folgende Nutzung als Vogelwarte scheiterte jedoch an Geldmangel und einem fehlenden Nutzungskonzept. Schließlich wurde der Turm dem Verfall überlassen.
Der 2005 gegründete Förderverein Baljer Leuchtturm v. 1904 e.V. erreichte, dass der Turm erhalten werden konnte. Die notwendigen Renovierungen wurden 2010 abgeschlossen. Seit 2012 ist der Turm jeweils im Juli und August für Besucher geöffnet.